# Сузанвил (Калифорнија)
Сузанвил (енгл. Susanville) град је у америчкој савезној држави Калифорнија. По попису становништва из 2010. у њему је живело 17.947 становника.

## Демографија
Према попису становништва из 2010. у граду је живело 17.947 становника, што је 4.406 (32,5%) становника више него 2000. године.
| Група             | 2000.         | 2010.         |
| Белци             | 8.724 (64,4%) | 9.950 (55,4%) |
| Афроамериканци    | 1.692 (12,5%) | 2.249 (12,5%) |
| Азијати           | 155 (1,1%)    | 198 (1,1%)    |
| Хиспаноамериканци | 2.109 (15,6%) | 4.259 (23,7%) |
| Укупно            | 13.541        | 17.947        |